# Том, Зак
Закари Миском Том (англ. Zachary Miskom Tom; 26 марта 1999, Батон-Руж, Луизиана) — профессиональный американский футболист, выступающий на позиции тэкла нападения в клубе НФЛ «Грин-Бэй Пэкерс». На студенческом уровне играл за команду университета Уэйк-Форест. На драфте НФЛ 2022 года был выбран в четвёртом раунде.

## Биография
Зак Том родился 26 марта 1999 года в Батон-Руже в Луизиане. Один из двух сыновей в семье. Учился в католической старшей школе Батон-Ружа, выступал на позиции тэкла нападения в составе её футбольной команды. Включался в символическую сборную звёзд штата, после окончания школы входил в тройку лучших тэклов нападения в Луизиане. Также становился бронзовым призёром школьного чемпионата штата в толкании ядра.

### Любительская карьера
В 2017 году Том поступил в университет Уэйк-Форест. Первый сезон он провёл в статусе освобождённого игрока, не участвуя в официальных матчах команды. В 2018 году он дебютировал в футбольном турнире NCAA, сыграл во всех двенадцати играх, в одной из них вышел в стартовом составе на позиции центра. В сезоне 2019 года Том закрепился в статусе стартового центра и сыграл во всех тринадцати матчах команды, проведя на поле больше розыгрышей, чем любой из его партнёров.
В 2020 году тренерский штаб команды перевёл Тома на место левого тэкла, где он провёл все девять игр сокращённого из-за пандемии COVID-19 сезона. В турнире 2021 года он сыграл в четырнадцати матчах. По итогам сезона он претендовал на ряд индивидуальных призов и получил награду Джима Тейтума лучшему студенту-спортсмену в конференции ACC. По оценкам издания Pro Football Focus Том стал самым эффективным линейным нападения на защите паса в поддивизионе FBS I дивизиона NCAA. Суммарно за карьеру он сыграл в 48 матчах, проведя на поле 3107 розыгрышей и пропустив лишь два сэка.

### Профессиональная карьера
Перед драфтом НФЛ 2022 года издание Bleacher Report прогнозировало Тому выбор в четвёртом раунде. Аналитик Брэндон Торн к сильным сторонам игрока относил его подвижность и маневренность, эффективную игру руками, хорошее чувство времени в выносной игре, стабильность в выходе из стойки в момент ввода мяча в игру. Недостатками Тома назывались нехватка чистой физической силы, худощавое телосложение, опыт игры в простых концепциях нападения.
На драфте Том был выбран «Грин-Бэй Пэкерс» в четвёртом раунде под общим 140-м номером. В мае 2022 года он подписал с клубом четырёхлетний контракт. Дебютный сезон он начал в статусе запасного, но по ходу чемпионата стал одним из самых полезных и универсальных игроков команды. В девяти сыгранных матчах Том выходил на поле на позициях тэкла и гарда по обеим сторонам линии. В 489 проведённых розыгрышах он пропустил только один сэк и не допустил ни одного нарушения правил. По оценкам Pro Football Focus он стал лучшим среди линейных-новичков на защите паса. 